# Fort Zachary Taylor
Le Fort Zachary Taylor State Historic Park, mieux connu sous Fort Taylor (ou Fort Zach pour les habitants locaux), est un ancien fort et un parc d’État de Floride situé près de la ville de Key West aux États-Unis. Étant de plus classé, depuis les années 1970, en tant que National Historic Landmark (« Point d’Intérêt Historique »), le fort met en valeur une partie de l’histoire de la guerre de Sécession,.

## Histoire du Fort Zachary Taylor

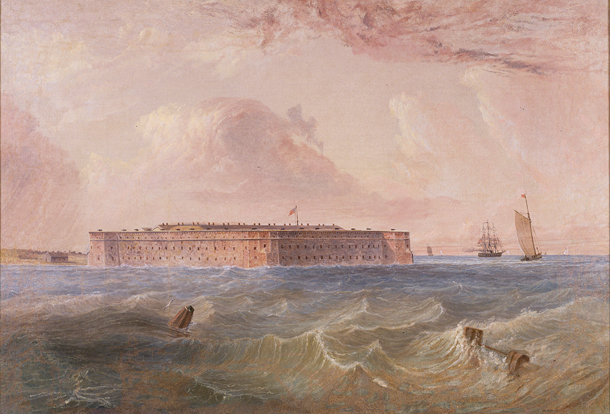
Fort Taylor, Floride par Seth Eastman (1808-1875)

### 1845-1900
Zachary Taylor est l'un des nombreux forts construits aux XVIIIe et XIXe siècles pour défendre le littoral sud-est des États-Unis.
La construction du fort débute en 1845 dans un plan plus global visant à fortifier la côte du sud-est de la Floride. En 1850, le fort est nommé en honneur au président américain Zachary Taylor qui vient juste de décéder.
Des épidémies de fièvre jaune et la difficulté pour transporter les matériaux de construction ralentissent l’édification du fort. Les travaux se poursuivent dans les années 1850. Durant les prémices de la guerre de Sécession en 1861, le capitaine nordiste John Milton Brannan prend le contrôle du fort et évite ainsi à celui-ci de tomber aux mains de l’armée des Confédérés. Le fort devient ainsi un poste avancé. Au début, le fort était entouré par les eaux avec juste un accès vers la terre ferme. Complété totalement en 1866, ses niveaux hauts furent réaménagés en 1889 pour accueillir de nouvelles armes. Le fort fut très utilisé en 1898 durant la guerre hispano-américaine.

### Après 1900

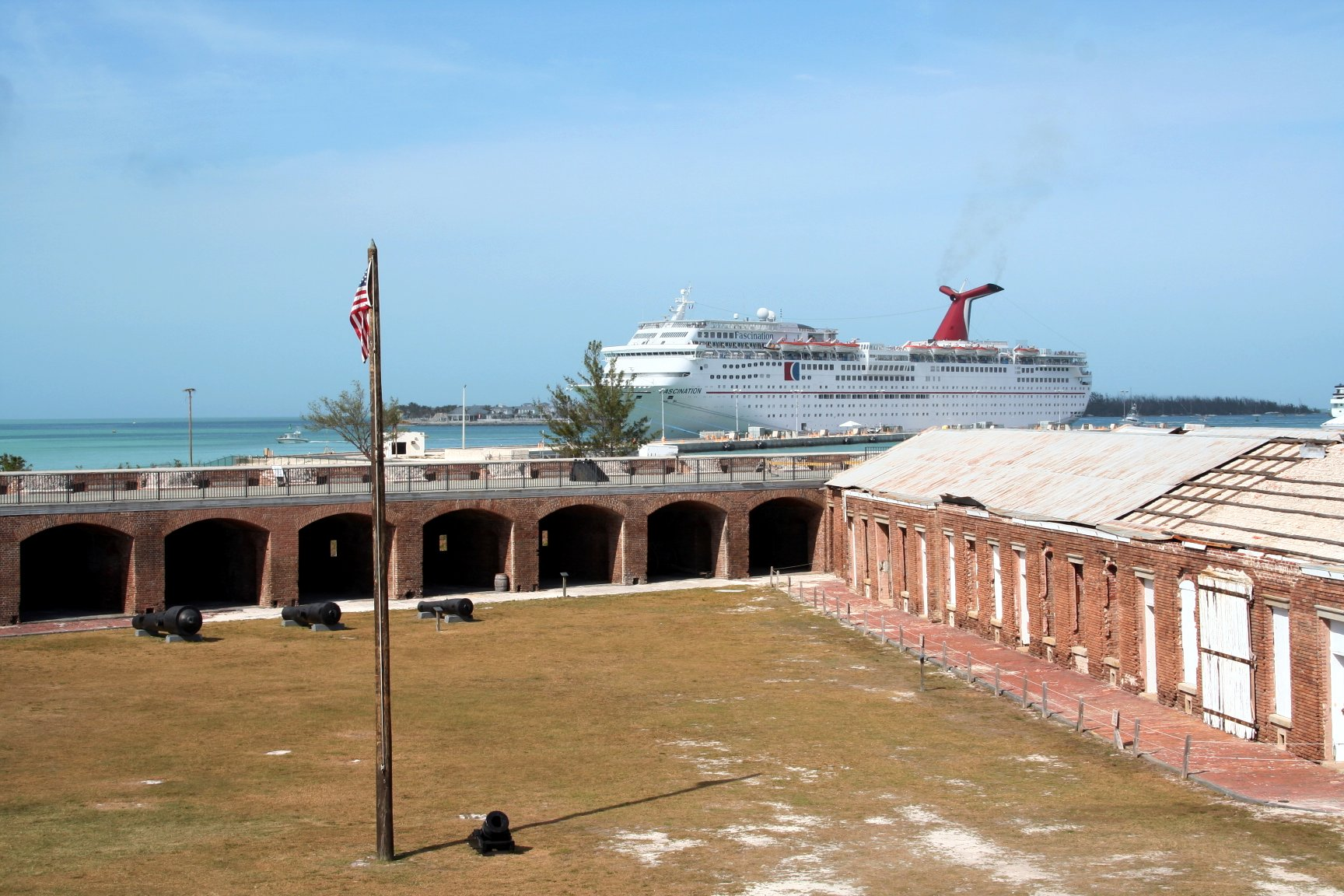
Quai central du Fort Zachary Taylor en 2006.

En 1947, le fort, qui n’était plus utilisé par l’armée de terre, fut cédé à l’U.S. Navy pour restauration. En 1968, des volontaires menés par Howard S. England mirent au jour des armes abandonnées durant de la guerre de Sécession. Le fort fut dès lors classé sur le Registre national des lieux historiques en 1971, et désigné comme National Historic Landmark en 1973. Le parc couvre actuellement près de 35,2 hectares.

#### Annexe de Truman
La partie du terrain du fort la plus proche de Key West fut ajoutée à l'Annexe Truman (Truman Annex) du port militaire naval de Key West. Cette annexe fut au début nommée Fort Zachary Taylor Annex et accueillait une base de sous-marins.
Le président Harry S. Truman l’utilisa durant 175 jours en tant que résidence d’hiver. Les Services secrets américains y avaient par ailleurs construit une plage privée pour améliorer la protection du président mais celui-ci préférait largement les plages publiques. La plage fut nommée Truman Beach et le lieu fut renommé en Truman Annex.
L’annexe présidentielle fut déclassée en 1974 tout comme le port de sous-marins voisins. Les nouveaux sous-marins nucléaires, remplaçants des anciens sous-marins à moteurs diesel, étaient trop grands pour pouvoir entrer dans ce port. L’endroit fut un point d’arrivée de nombreux immigrés cubains en 1980 lors de l’exode de Mariel.
En plus de son intérêt historique et touristique, le fort accueille depuis de nombreux événements culturels et de loisirs.

## Écologie
D'importants travaux de restauration de récifs coralliens ont été entrepris sur le site par le laboratoire Mote Marine (en), avec, notamment, la plantation de plus de 5 500 coraux au-delà de la digue au large de la plage du parc.

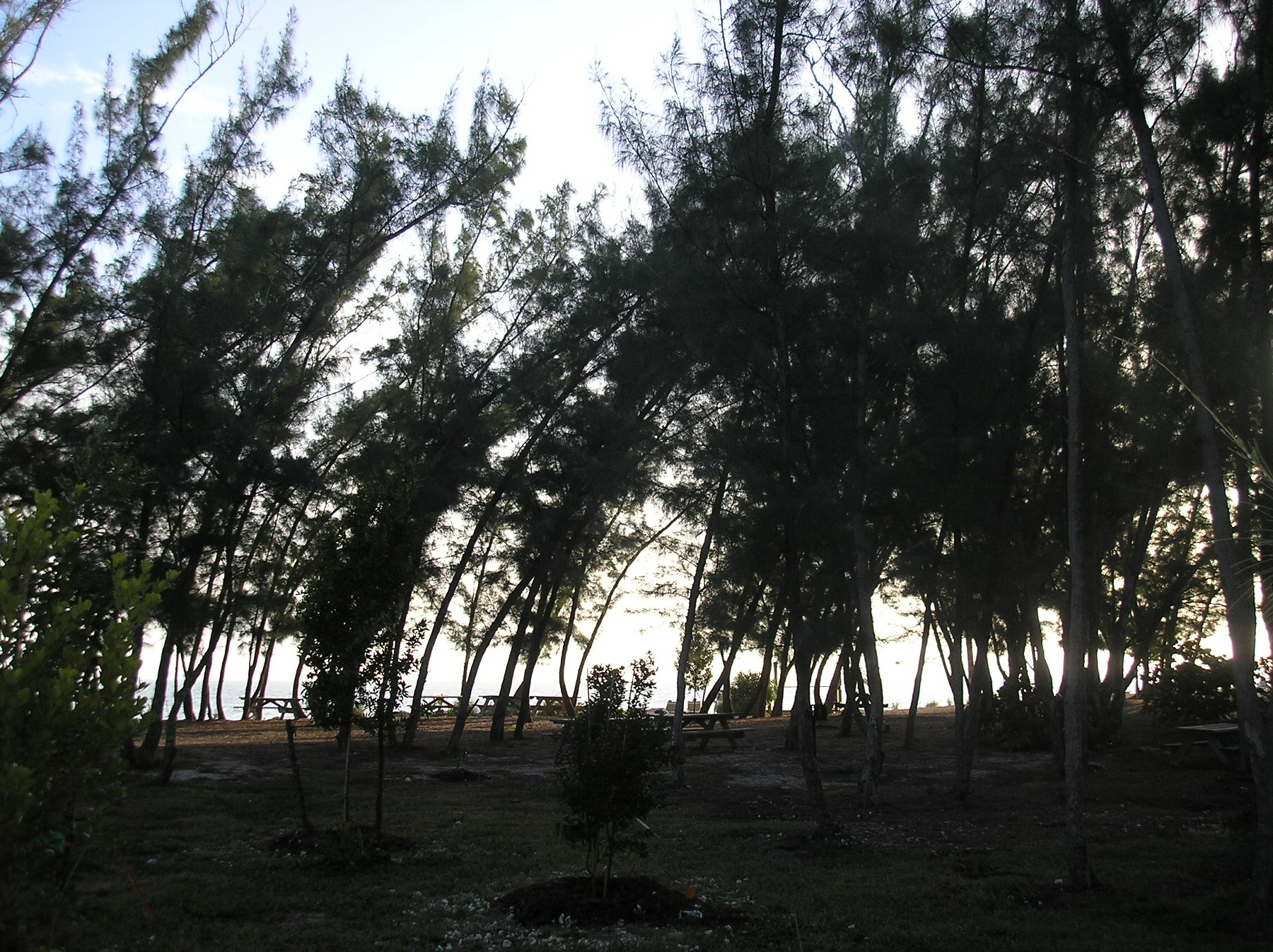
Zone de pique-nique et plage.
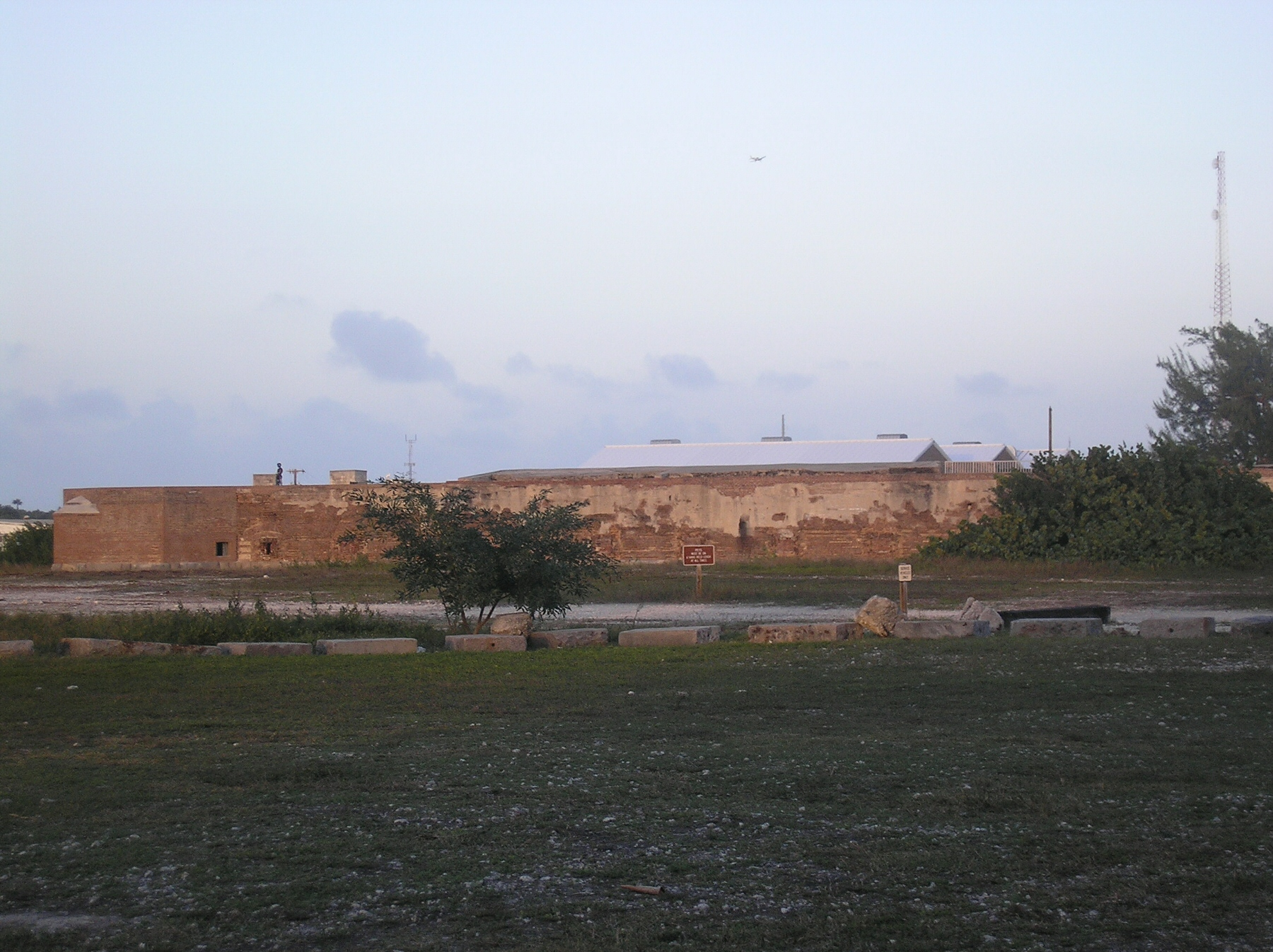
Fort
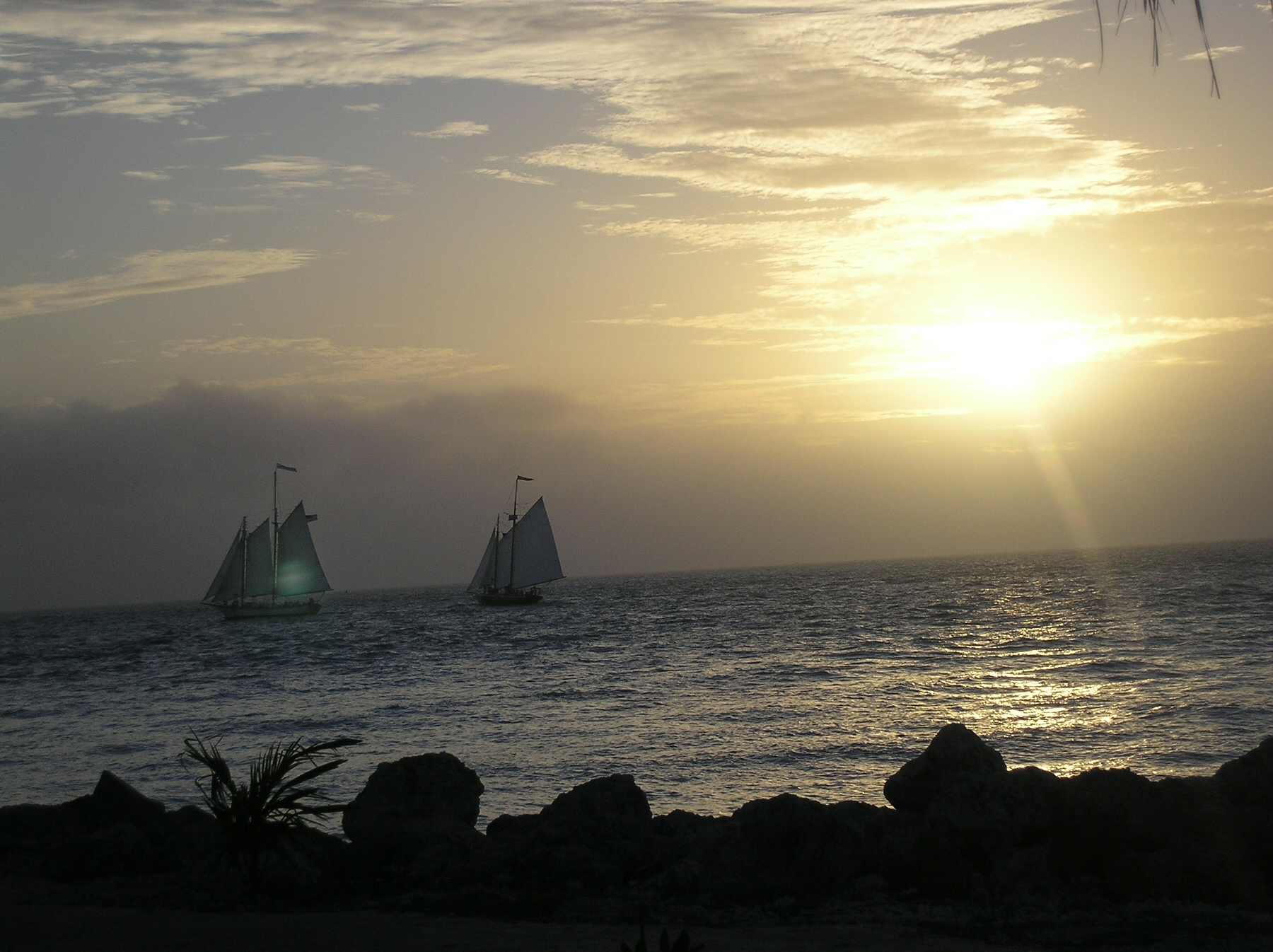
Vue à partir du parc.
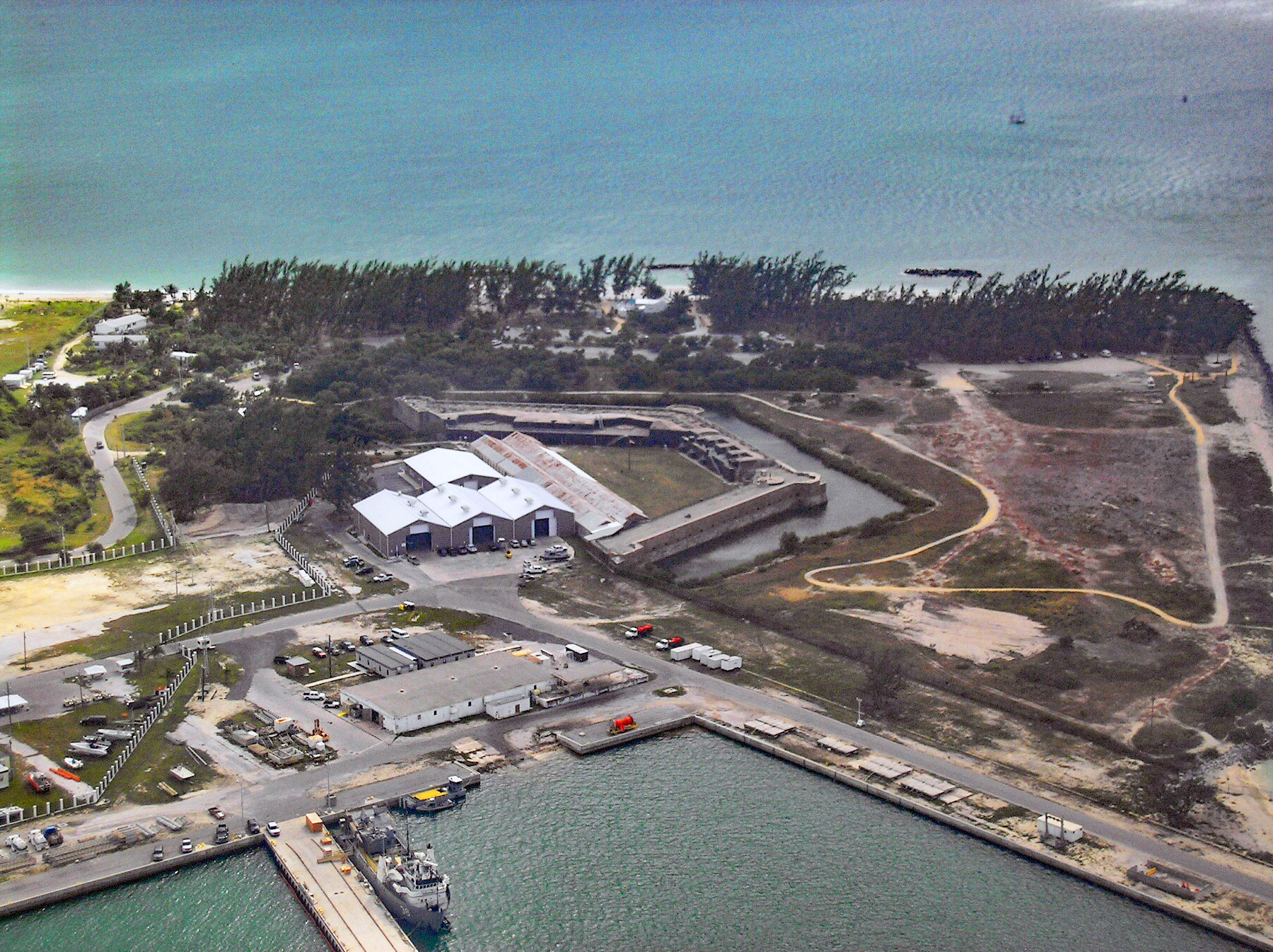
Vue aérienne.